# Dřínov (okres Kladno)
Dřínov je obec v okrese Kladno ve Středočeském kraji. Leží asi patnáct kilometrů severně od Kladna a pět kilometrů severozápadně od města Slaný, rozložena na mírném severním svahu pod návršími Za hájem (314 metrů) a Hradiště (297 metrů); severně od obce protéká Dřínovský potok. Žije zde 335 obyvatel. Součástí obce je i vesnice Drchkov.

## Název
Název vesnice Dřínov vznikl ze jména Dřín ve významu Dřínův dvůr nebo z neurčitého přídavného jména jako dřínový les. V historických pramenech se jméno objevuje ve tvarech: de Drzienowa (1316), Drzenow (1358), „in villa Drzienowie“ (1382), Drzienow (1352–1399), Drzinow (1405) a „w drzinowie“ (1547).
.

## Historie
Je možné doložit již pravěké osídlení Dřínova. Pozůstatky pohanského pohřebiště byly nalezeny při výstavbě nové školy v roce 1844. Později, v roce 1895, byla vyorána při zemědělských pracích na přilehlém poli lidská kostra a započalo tak archeologické zkoumání (zejm. parcela č. 840 tehdejšího stabilního císařského katastru). Odkryto bylo celé pohřebiště únětického typu o rozměrech 32 × 26 metrů.[zdroj⁠?!]
První písemná zmínka o obci (Paulik, orphanus de Drzienowa) pochází z roku 1316. Dřínov velice často měnil majitele, zejména kvůli dluhům, ale i kvůli politickým souvislostem (např. v roce 1547 propadl majetek městu Slaný za účast na povstání proti Ferdinandovi I.).
V roce 1813 se v tomto prostoru mezi Dřínovem, Vraným a Jarpicemi shromáždilo koaliční vojsko tří císařů, které po přehlídce u Vraného mělo zaútočit na pozice francouzského vojska u Drážďan. V prostoru mezi Dřínovem a Lisovicemi se tehdy utábořilo osmdesát tisíc vojáků. Dobové zprávy mluví o veliké škodě, kterou vojska napáchala na polích i na dobytku. Po bojích u Drážďan vracející se vojsko rozšířilo krajem řadu chorob, a to tak, že v místní farnosti zemřelo přes 100 lidí.
Po vyhlášení mobilizace odjelo 27. července 1914 ze Dřínova patnáct mužů – vojáků v záloze. Celkem v první světové válce zahynulo ze Dřínova devět mužů, z čehož osm mužů padlo v boji a jeden byl zasypán lavinou v Tyrolsku. Jejich památku připomíná pomník na návsi. Z kostela byly sňaty i zvony a cínové píšťaly z varhan.
V obci Dřínov (560 obyvatel) byly v roce 1932 evidovány tyto živnosti a obchody: družstvo pro rozvod elektrické energie v Dřínově, holič, 3 hostince, kolář, konsum Včela, kovář, obuvník, provazník, 14 rolníků, 2 řezníci, 2 obchody se smíšeným zbožím, trafika, truhlář, velkoobchod se zeleninou.

## Obyvatelstvo
| Rok            | 1869 | 1880 | 1890 | 1900 | 1910 | 1921 | 1930 | 1950 | 1961 | 1970 | 1980 | 1991 | 2001 | 2011 | 2021 |
| -------------- | ---- | ---- | ---- | ---- | ---- | ---- | ---- | ---- | ---- | ---- | ---- | ---- | ---- | ---- | ---- |
| Počet obyvatel | 468  | 540  | 556  | 630  | 656  | 693  | 683  | 425  | 385  | 389  | 296  | 259  | 253  | 325  | 334  |
| Počet domů     | 67   | 84   | 90   | 97   | 109  | 112  | 133  | 135  | 124  | 121  | 98   | 111  | 118  | 125  | 129  |

## Obecní správa

### Územněsprávní začlenění
Dějiny územněsprávního začleňování zahrnují období od roku 1850 do současnosti. V chronologickém přehledu je uvedena územně administrativní příslušnost obce v roce, kdy ke změně došlo:
- 1850 země česká, kraj Praha, politický i soudní okres Slaný[8]
- 1855 země česká, kraj Praha, soudní okres Slaný[8]
- 1868 země česká, politický i soudní okres Slaný[8]
- 1939 země česká, Oberlandrat Kladno, politický i soudní okres Slaný[9]
- 1942 země česká, Oberlandrat Praha, politický i soudní okres Slaný[10]
- 1945 země česká, správní i soudní okres Slaný[11]
- 1949 Pražský kraj, okres Slaný[12]
- 1960 Středočeský kraj, okres Kladno[13]

### Části obce
- Dřínov
- Drchkov

### Obecní symboly
Znak a vlajka byly obci uděleny rozhodnutím předsedkyně Poslanecké sněmovny Parlamentu České republiky dne 25. listopadu 2011.

## Doprava
- Silniční doprava – Do obce vedou silnice III. třídy. Ve vzdálenosti dva kilometry lze ve Zlonicích najet na silnici II/118 Slaný – Zlonice – Mšené-Lázně.
- Železniční doprava – Železniční stanice na území obce není. Územím obce vede trať 110 Kralupy nad Vltavou – Slaný – Louny. Nejblíže obci je železniční stanice Zlonice ve vzdálenosti 1,5 kilometru ležící na trati 110 z Kralup nad Vltavou a Slaného do Loun, odbočuje tam železniční trať Vraňany–Libochovice.
- Autobusová doprava – V obci zastavovaly v září 2011 autobusové linky Slaný – Klobuky – Panenský Týnec (1 spoj tam i zpět mezi Slaným a Zlonicemi) a Slaný – Klobuky – Vraný (5 spojů tam, 4 spoje zpět) (dopravce ČSAD Slaný.[15]

## Pamětihodnosti
- Kostel svatého Lukáše

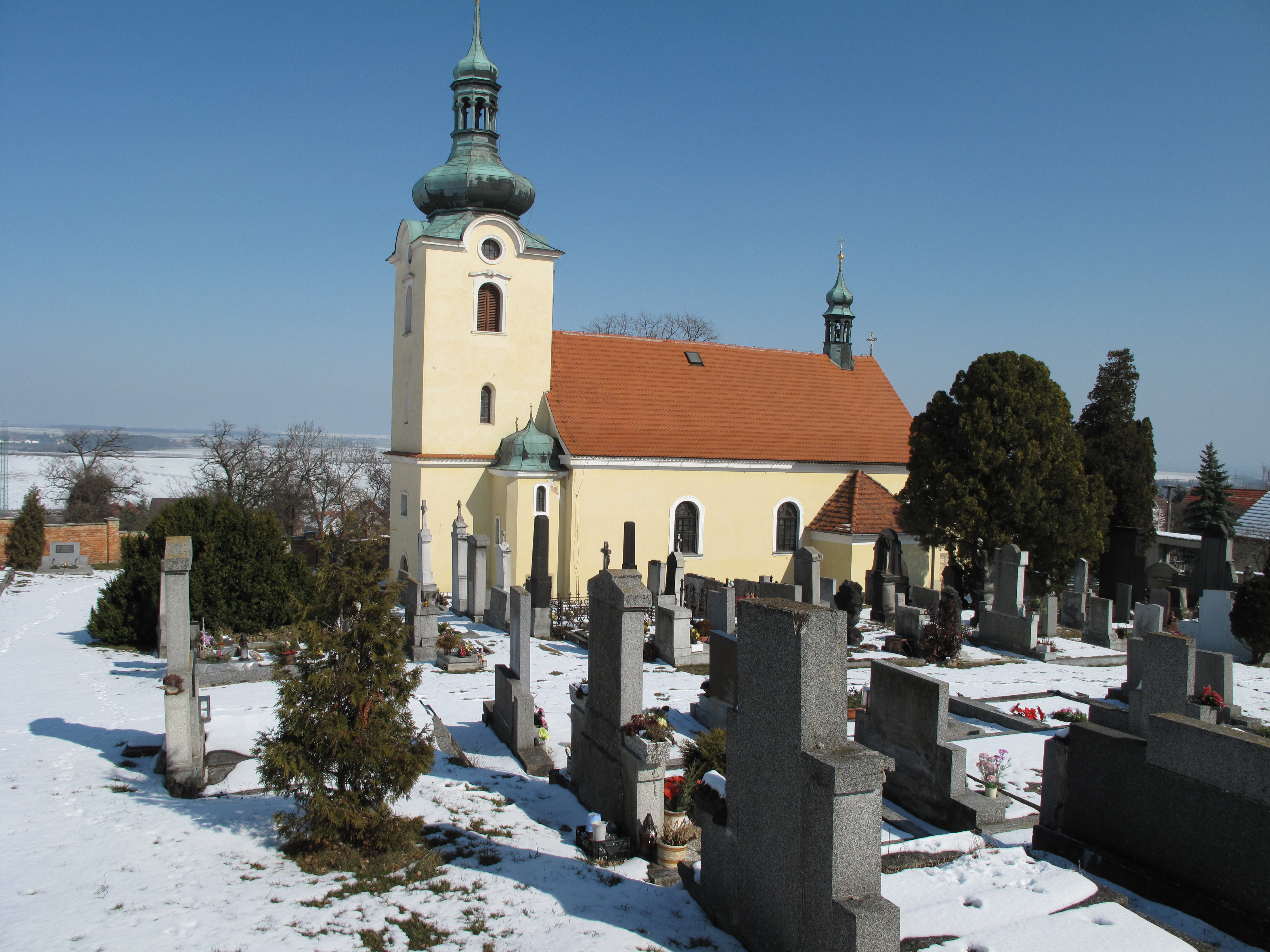
Kostel svatého Lukáše

- Dřínovská lípa, památný strom v severním sousedství kostela
- Boží muka, jihovýchodně od obce, při křižovatce silnic na Zlonice a Královice
- Přírodní památka Hradiště
- Dům čp. 21
- Fialova vila

## Osobnosti
- František Kohout (1841–1899), pražský knihkupec, spolumajitel nakladatelství Bursík & Kohout